# إثيل زوي بيلي
إثيل زوي بيلي (بالإنجليزية: Ethel Zoe Bailey)‏ هي أمينة متحف وعالمة نبات أمريكية، ولدت في 17 نوفمبر 1889 في إثاكا في الولايات المتحدة، وتوفيت في 1983.